# 新特罗伊茨科耶村委员会 (康斯坦丁诺夫卡区)
新特罗伊茨科耶村委员会（俄语：Новотроицкий сельсовет）是俄罗斯联邦阿穆尔州康斯坦丁诺夫卡区所属的一个村委员会。其下辖有1个居民点，行政中心为新特罗伊茨科耶。据2016年统计，该村委员会的人口为446人。